# Băng Châu
Băng Châu (sinh năm 1950), tên khai sinh là Nguyễn Thị Xuân Mai, là một nữ ca sĩ thuộc dòng nhạc vàng nổi danh từ trước năm 1975. Ngoài ra bà còn là một diễn viên khi tham gia bộ phim Trần Thị Diễm Châu của đạo diễn Lê Dân.

## Tiểu sử và sự nghiệp
Ca sĩ Băng Châu tên thật là Nguyễn Thị Xuân Mai, sinh năm 1950 ở Bà Rịa, lớn lên ở miền đất Trà Ôn, Cần Thơ. Vốn yêu thích văn chương nên bà muốn lấy tên thật ý nghĩa, từ đó tên "Băng Châu", nghĩa là "viên ngọc lạnh" ra đời.
Do yêu thích ca hát từ nhỏ nên từ những năm đệ thất, Băng Châu tham gia những lớp đánh đàn, ca hát. Sau đó, bà tham gia hát cho những chiến sĩ rồi quen biết các ca sĩ nổi tiếng. Trong những người bà quen biết có ca sĩ Tuyết Nhung. Nhung thuyết phục Băng Châu lên Sài Gòn để tiếp tục con đường ca hát. Năm 1969, Băng Châu bỏ lớp đệ nhị lên Sài Gòn. Tại đây, Tuyết Nhung dẫn Băng Châu vào đội văn nghệ và gặp được nhiều nhạc sĩ như Duy Khánh, Khánh Băng, Bảo Thu ... Bà nhận được sự nâng đỡ của ca nhạc sĩ Duy Khánh trong một thời gian dài.
Một thời gian sau, Băng Châu thu âm bài hát "Qua cơn mê" của Trịnh Lâm Ngân. Bài hát sau đó đưa tên tuổi của bà trở nên nổi tiếng trong nền âm nhạc miền Nam Việt Nam, đồng thời giúp cái tên Băng Châu gắn liền với ca khúc.
Năm 1971, Băng Châu tham gia phim điện ảnh Trần Thị Diễm Châu của đạo diễn Lê Dân, tạo dấu ấn lớn trong nền điện ảnh Sài Gòn.
Trước 1975, Băng Châu được nghệ sĩ Thanh Nga đưa về dạy cải lương và đóng trong một số vở cải lương như "Đưa em về tây hạ". Sau năm 1975, bà tiếp tục sinh hoạt âm nhạc, đóng phim. Tháng 9 năm 1979, bà sang Hoa Kỳ định cư, hợp tác với nhiều hãng đĩa ở hải ngoại.

## Giọng hát
- Băng Châu sở hữu chất giọng nữ trung cao (Mezzo-soprano) với âm sắc kim pha thủy ngọt ngào, truyền cảm, đậm tính tự sự, quãng giọng của cô trải dài khoảng hai quãng tám từ D3 (Rê 3) đến D5 (Rê 5).
- Băng Châu chọn theo lối hát bạch thanh, ít sử dụng kĩ thuật (giống với nhiều nữ ca sĩ đương thời). Với chất thủy có sẵn trong giọng, cô có khả năng chạy note rất tốt và mượt, kết với chất kim mỹ miều tạo cho cô những nốt cao sáng rực rỡ. Mặc khác, khi hai nguyên tố này khi đi chung với nhau cũng đã tạo ra một hiệu ứng đặc biệt triệt tiêu đi nhược điểm của nhau: cái "âm lượng nhỏ", "thiếu kịch tính" của chất thủy, và cái "chói", "gắt", "khan" có trong chất kim. Chung quy lại, những lợi thế trên đã góp phần tôn thêm vẻ đẹp cho giọng ca "viên ngọc lạnh".
- Khi hát cô thường hát một cách chậm rãi, thủ thỉ, nâng niu ca từ, tựa như là đang tâm sự với một người thân thương, trầm mặc ở những nốt thấp và dạt dào cảm xúc ở những đoạn cao trào.
- Tiếng hát của Băng Châu có màu sắc biến hóa khôn lườn, có lúc thì ngọt ngào, dịu dàng, mộc mạc giống như một người em gái hậu phương, nhưng cũng có khi đau khổ, tỉ tê, oán thán tựa như tiếng lòng của những người chinh phụ có chồng đi chiến dịch.
- Nhược điểm của tiếng hát Băng Châu là dàn trải hơi không đều, chủ yếu ở quãng cao và cận cao, do đó âm lượng bị thu nhỏ đáng kể khi hát quãng trung và trầm, khi hát cô còn bị dính khá nhiều "nasal voice" (âm mũi) và "airy voice (âm hơi)", một điều khá kiêng kị trong thanh nhạc chính quy. Ngoài ra, bởi vì chất giọng có phần quá "sướt mướt", "trữ tình" nên dễ dàng bị "đàn áp" bởi những ca sĩ có giọng hát "to", "vang" và "kịch tính" khi đứng chung sân khấu.

## Đời tư
Băng Châu từng có thời gian trải qua mối tình với nhạc sĩ Duy Khánh.

## Trình diễn trên sân khấu hải ngoại

### Trung tâm Thúy Nga
| STT | Tiết mục                             | Thể hiện với | Chương trình      | Năm  |
| --- | ------------------------------------ | ------------ | ----------------- | ---- |
| 1   | Một phút suy tư (Vân Tùng)           | solo         | Paris By Night 2  | 1986 |
| 2   | Chuyện tình không đoạn kết (Tâm Anh) | solo         | Paris By Night 3  | 1986 |
| 3   | Tình ca người đi biển (Trường Hải)   | solo         | Paris By Night 8  | 1989 |
| 4   | Biết đến bao giờ (Lam Phương)        | solo         | Paris By Night 9  | 1989 |
| 5   | Tango dĩ vãng (Anh Bằng)             | solo         | Paris By Night 10 | 1990 |

### Trung tâm Asia
| STT | Tiết mục                           | Thể hiện với            | Chương trình | Năm  |
| --- | ---------------------------------- | ----------------------- | ------------ | ---- |
| 1   | Chuyện tình không suy tư (Tâm Anh) | solo                    | ASIA 2       | 1993 |
| 2   | Sài Gòn (Y Vân)                    | Phương Hồng Quế, Sơn Ca | ASIA 68      | 2011 |